# WeltenBrand
WeltenBrand es una banda de darkwave fundada en 1995 por Oliver Falk. De inmediato, en ese mismo año en Zúrich, firmaron un contrato discográfico con Witch Hunt Records, con quienes lazaron su primer disco titulado Das Rabenland; Ritchie Wenaweser y Simone Steiner se hicieron cargo de las voces. El objetivo temático de la banda, según su fundador Oliver Falk, era representar al Principado de Liechtenstein tal y como fue descrito en el Liechtensteiner Sagenbuch, el libro de mitos y leyendas de Liechtenstein de Otto Seger que fue traducido al inglés para las letras de las canciones.
En 1996 cambian de compañía discográfica a M.O.S. Records Ltd. y en 1997 publican su segundo álbum titulado Das Nachtvolk, en el cual se escucha por primera vez a la violinista Daniela Nipp. En 1998, Oliver Falk funda la banda Erben Der Schöpfung con la que trabaja conjuntamente desde entonces. En 1999 lanzan su tercer álbum titulado Der Untergang Von Trisona donde se puede escuchar a Liv Kristine y a Alexander Krull como vocalistas invitados. En 2002 lanzan su cuarto disco llamado In Gottes Oder Des Teufels Namen.
Al término del cumplimiento de su contrato con M.O.S. Records Ldt., firman un nuevo contrato con Napalm Records y en Otoño de 2005 comienzan a grabar para el quinto álbum titulado The End Of The Wizard, el cual apareció en agosto de 2006. También en el reparto se produjeron importantes cambios: nuevamente regresa Christian Sele (bajo), Mario Jahnke (batería) y Simone Steiner fue reemplazada por Dina Falk Zambelli de Erben Der Schöpfung.
En julio de 2007, Ritchie Wenaweser es reemplazado por Manja Wagner. Manja Wagner también es cantante en las bandas Dark Diamonds, Jesus on Extasy y X-Perience.

## Discografía
- 1995 Das Rabenland (Witchhunt Records)
- 1997 Das Nachtvolk (M.O.S. Records)
- 1999 Der Untergang Von Trisona (M.O.S. Records)
- 2001 In Gottes Oder Des Teufels Namen (M.O.S. Records)
- 2006 The End Of the Wizard (Napalm Records)

## Sitios web
- Sitio web oficial de Weltenbrand (en inglés y alemán)
- (en inglés) MySpace
- (en inglés) YouTube

- Datos: Q1745251